# Период Пизано
Период Пизано {\displaystyle \pi (m)} — это длина периода последовательности Фибоначчи по модулю заданного натурального числа m.

## Примеры
Например, определим период Пизано при {\displaystyle m=4}. Пусть {\displaystyle F_{i}} — {\displaystyle i}-е число Фибоначчи. {\displaystyle F_{i}\mod m} — остаток от деления {\displaystyle i}-го числа Фибоначчи на число {\displaystyle m}. Заполнив следующую таблицу,
| {\displaystyle i}           | 0 | 1 | 2 | 3 | 4 | 5 | 6 | 7  | 8  | 9  | 10 | 11 | 12  | 13  | 14  | 15  | 16  | 17   | 18   | … |
| {\displaystyle F_{i}}       | 0 | 1 | 1 | 2 | 3 | 5 | 8 | 13 | 21 | 34 | 55 | 89 | 144 | 233 | 377 | 610 | 987 | 1597 | 2584 | … |
| {\displaystyle F_{i}\mod m} | 0 | 1 | 1 | 2 | 3 | 1 | 0 | 1  | 1  | 2  | 3  | 1  | 0   | 1   | 1   | 2   | 3   | 1    | 0    | … |

заметим, что первые шесть чисел (0, 1, 1, 2, 3, 1) последовательности {\displaystyle \{F_{i}\mod m\}} повторяются бесконечно, значит для {\displaystyle m=4} период Пизано равен шести: {\displaystyle \pi (4)=6}.
Последовательность, составленная из периодов Пизано, получила номер A001175 в OEIS, её начало показано в следующей таблице.
| {\displaystyle m}       | 1 | 2 | 3 | 4 | 5  | 6  | 7  | 8  | 9  | 10 | 11 | 12 | 13 | 14 | 15 | 16 |
| {\displaystyle \pi (m)} | 1 | 3 | 8 | 6 | 20 | 24 | 16 | 12 | 24 | 60 | 10 | 24 | 28 | 48 | 40 | 24 |

## Периодичность
Последовательность Фибоначчи по модулю любого натурального числа {\displaystyle m} периодична, так как среди первых {\displaystyle m^{2}+1} пар чисел найдутся две равные пары {\displaystyle (x_{i},x_{i+1})\equiv (x_{j},x_{j+1}){\pmod {m}}} для некоторых {\displaystyle i\leqslant j}. Поэтому для всех натуральных k выполняется {\displaystyle x_{i+k}\equiv x_{j+k}{\pmod {m}}}, то есть, последовательность периодична.

## Свойства
- Если a и b взаимно просты, то {\displaystyle \pi (ab)=\mathrm {lcm} \left(\pi (a),\pi (b)\right)}. Или, если разложить {\displaystyle m} на простые множители: {\displaystyle m=p_{1}^{\alpha _{1}}\cdot p_{2}^{\alpha _{2}}\cdot \ldots \cdot p_{k}^{\alpha _{k}}}, то {\displaystyle \pi (m)=\mathrm {lcm} \left(\pi (p_{1}^{\alpha _{1}}),\pi (p_{2}^{\alpha _{2}}\right),\ldots ,\pi (p_{k}^{\alpha _{k}}))} (следствие китайской теоремы об остатках).

- {\displaystyle \pi (m)=\sigma (m)\cdot \sigma _{0}(m)}, где за {\displaystyle \sigma (m)\;} обозначено количество нулей в периоде, а за {\displaystyle \sigma _{0}(m)\;} обозначен индекс первого нуля (не считая {\displaystyle F_{0}}). Более того, известно что {\displaystyle \sigma (m)\in \{1,2,4\}}.

- Для простого числа {\displaystyle p} и целого числа {\displaystyle k\geqslant 1} выполняется {\displaystyle \pi (p^{k})|p^{k-1}\cdot \pi (p)}. Более того, равенство {\displaystyle \pi (p^{k})=p^{k-1}\cdot \pi (p)} выполнено для всех[1] простых {\displaystyle p}, меньших {\displaystyle 2^{64}}, и неизвестно, существуют ли вообще такие простые числа, для которых оно не выполняется (см. простое число Уолла — Суня — Суня).

- Если {\displaystyle p} — простое число, то справедливы следующие утверждения:
  - при {\displaystyle p\equiv \pm 1{\pmod {5}}} число {\displaystyle \pi (p)} является делителем {\displaystyle p-1};
  - при {\displaystyle p\equiv \pm 2{\pmod {5}}} число {\displaystyle \pi (p)} является делителем {\displaystyle 2\cdot p+2}.

- Для всех положительных целых чисел {\displaystyle m} справедливо неравенство {\displaystyle \pi (m)\leqslant 6\cdot m}, причём равенство в нём достигается только на числах вида {\displaystyle m=2\cdot 5^{k}}.